# Sarina Hülsenbeck
Sarina Hülsenbeck (n. 5 iulie 1962, Rostock, RDG) este o înotătoare ce a reprezentat Germania, medaliată olimpică. A participat la o ediție a Jocurilor Olimpice (1980) în care a câștigat două medalii de aur.